# Italienische Fußballmeisterschaft 1901
Die Italienische Fußballmeisterschaft 1901 war die vierte italienische Fußballmeisterschaft, die von der Federazione Italiana Giuoco Calcio (FIGC) ausgetragen wurde.

## Organisation
Am 13. April 1901 fanden die Ausscheidungsspiele der ersten Runde statt, das Halbfinale wurde am 28. April 1901 ausgetragen.
Das Finale fand am 5. Mai 1901 vor 300 Zuschauern auf dem Campo Sportivo di Ponte Carrega in Genua statt. Hierbei trafen der AC Mailand und der CFC Genua aufeinander. Der AC Mailand setzte sich in der Verlängerung mit 3:0 durch, wurde damit erstmals italienischer Meister und bekam als erster Verein den neuen Fawcus-Pokal überreicht.

## Teilnehmer
Erstmals nahm der SEF Mediolanum an der Meisterschaft teil.
- CFC Genua
- Juventus Turin
- Reale Società Ginnastica Torino
- AC Mailand
- SEF Mediolanum Milano

## Resultate

### Ausscheidungsrunde

#### Piemont
|                | Ergebnis |                   |
| -------------- | -------- | ----------------- |
| Juventus Turin | 5:0      | Ginnastica Torino |

#### Lombardei
|            | Ergebnis |                |
| ---------- | -------- | -------------- |
| AC Mailand | 2:0      | SEF Mediolanum |

### Halbfinale
|                | Ergebnis |            |
| -------------- | -------- | ---------- |
| Juventus Turin | 2:3      | AC Mailand |

Durch den 3:2-Erfolg qualifizierte sich der AC Mailand für das Finale.

### Finale
|           | Ergebnis  |            |
| --------- | --------- | ---------- |
| CFC Genua | 0:3 n. V. | AC Mailand |

Das 0:3, bei dem Genoa zum ersten Mal in den heutigen Vereinsfarben Rot und Blau spielte, bedeute für den damaligen Rekordmeister nach vier Jahren die erste Niederlage in einem Meisterschaftsspiel.

## Meister
Damit war der AC Mailand erstmals italienischer Meister, und erstmals war es nicht der CFC Genua.
| Meister    |
| AC Mailand |

| Tor: - Hood Abwehr: - Hans Heinrich Suter - Catullo Gadda Mittelfeld: - Kurt Lies - Herbert Kilpin - Daniele Angeloni Angriff: - Agostino Recalcati - Samuel Richard Davies | - Ettore Negretti - David Allison - Guerriero Colombo Ersatz: - Penvhyn Llewellyn Neville - Luigi Wagner Spielertrainer: - Herbert Kilpin |

## Torschützen
Die Torschützen sind ohne Tore aus der regionalen Ausscheidungsrunde aufgeführt.
| Pl. | Name            | Verein         | Tore |
| --- | --------------- | -------------- | ---- |
| 1   | Ettore Negretti | AC Mailand     | 4    |
| 2   | Herbert Kilpin  | AC Mailand     | 2    |
| 3   | Domenico Donna  | Juventus Turin | 1    |
| 3   | Umberto Malvano | Juventus Turin | 1    |